# Roodkoper (tijdschrift)

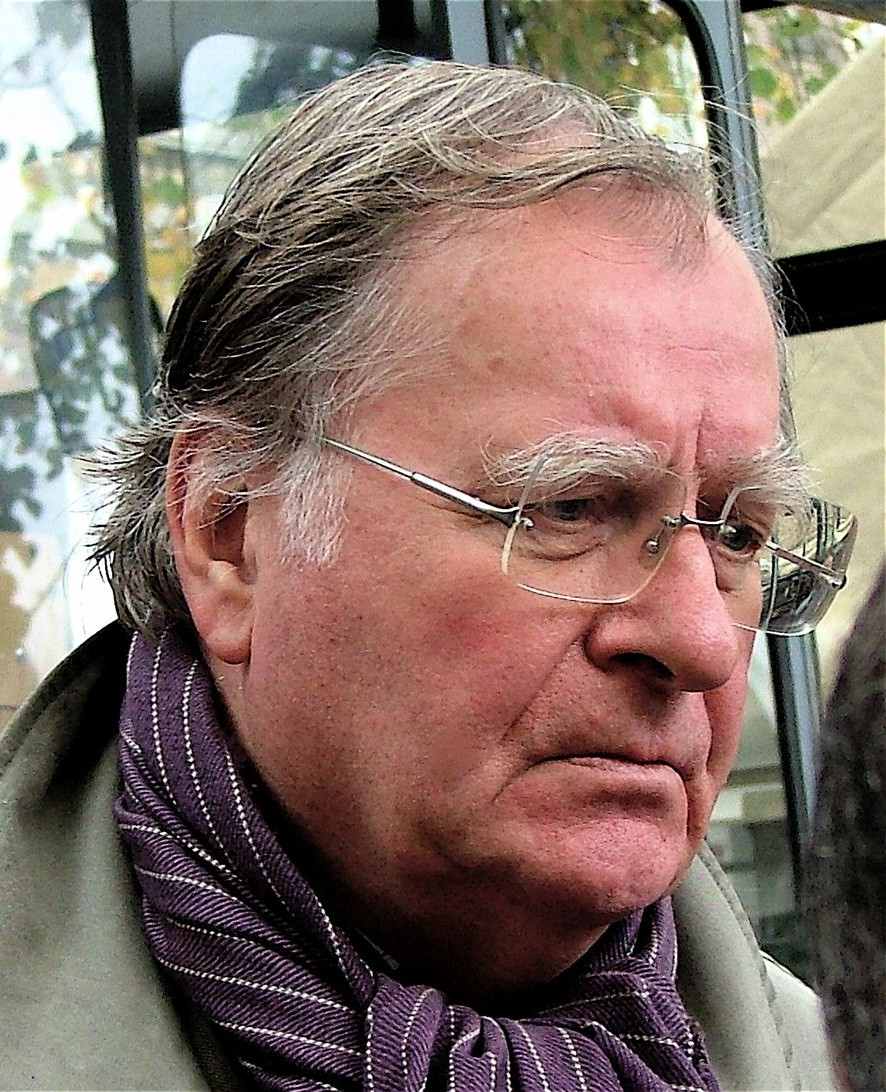
Huub Oosterhuis

Roodkoper, tijdschrift voor religie, cultuur en politiek, werd uitgegeven van 1995 tot 2011.
Het was een voortzetting van de bladen Werkschrift (1980-1995), van de Stichting Leerhuis en Liturgie, en Tijd en Taak (1932-1996), van de Woodbrookers, een vereniging van christelijke socialisten.
Aandachtspunten zijn religie, cultuur, politiek, poëzie en boekrecensies. Roodkoper is net als het Werkschrift indertijd afkomstig uit Amsterdam en de kring rondom de Studentenekklesia van Huub Oosterhuis, die tevens de eerste hoofdredacteur was. Roodkoper had enige honderden abonnees.
In de titel 'Roodkoper' verwijst het rood niet alleen naar het linkse engagement van blad en auteurs maar ook naar De Rode Hoed, de voormalige remonstrantse schuilkerk aan de Keizersgracht in Amsterdam waar Oosterhuis en zijn Ekklesia hun zondagse vieringen hielden en waar een rode hoed als gevelsteen is aangebracht.
Het koper in de titel wordt verklaard door een gedicht dat Oosterhuis als motto voor het eerste nummer schreef:
Goud en zilver
hebben wij niet
maar wat wij hebben
zullen wij geven.
Het laatste nummer van Roodkoper werd in juni 2011 als Bewaarstukken uit 15 jaar Roodkoper uitgegeven.

## Nieuwe Liefde
Het tijdschrift is voortgezet als: Nieuwe Liefde, Magazine voor cultuur, religie en politiek.
Het eerste nummer hiervan verscheen in september 2011. Hoofdredacteur is Helen Johnson. Het blad wordt uitgegeven door de Stichting De Nieuwe Liefde, die sinds februari 2011 een gelijknamig gebouw beheert waarin ook de activiteiten van de Ekklesia plaatsvinden.